# Балькявичюс, Юрас
Юрас Балькявичюс (лит. Jūras Balkevičius, род. 8 сентября 1954, Каунас) — литовский архитектор; профессор.

## Биография

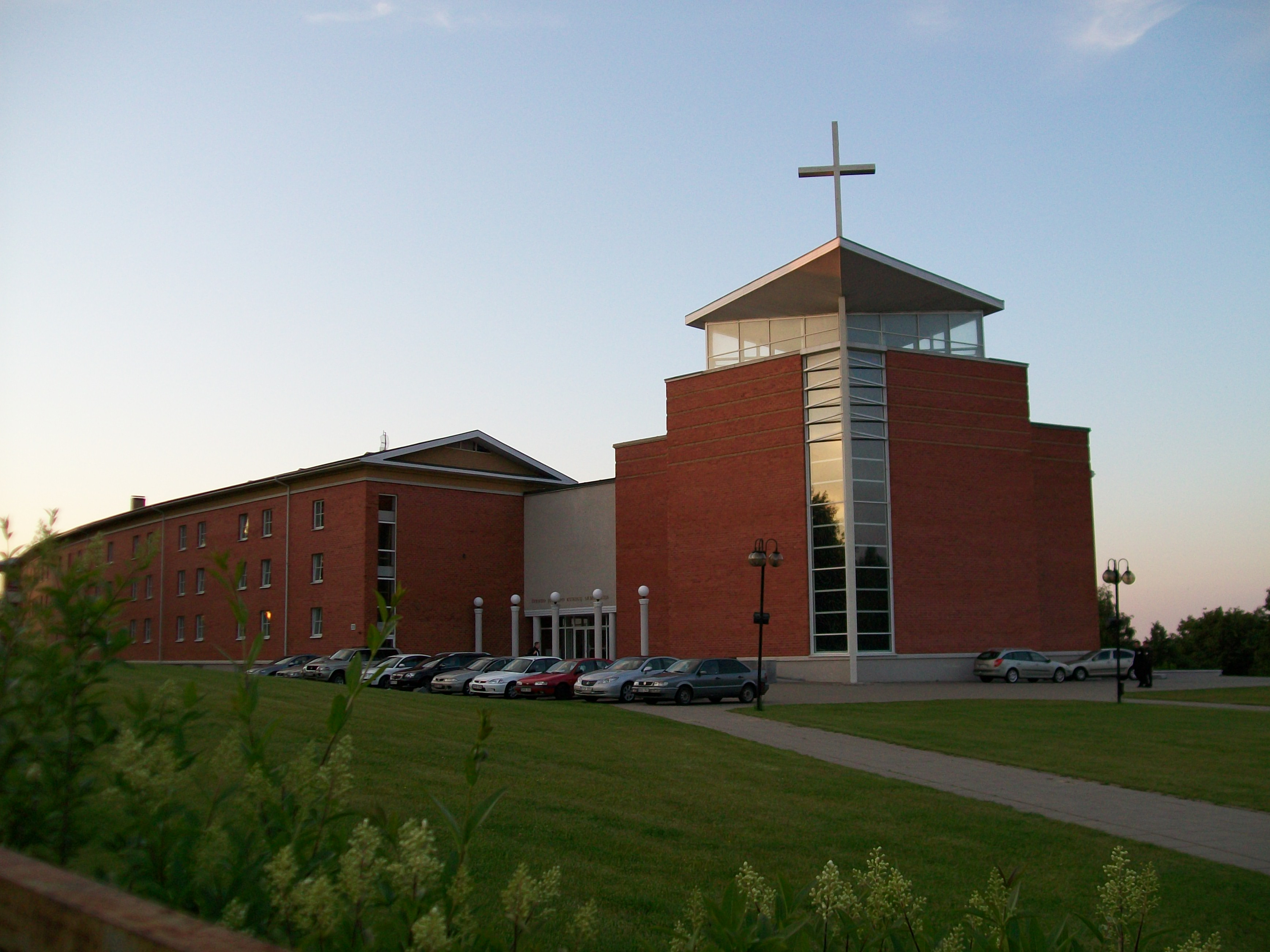
Семинария Святого Иосифа

В 1961—1972 годах учился в Каунасской художественной школе. В 1977 году окончил Художественный институт Литовской ССР. 
С 1977 года преподавал в Художественном институте (с 1990 года Вильнюсская художественная академия). Совершенствовался на курсах повышения квалификации в Московском архитектурном институте (1983—1984). Был заведующим кафедрой архитектуры Художественного института Литовской ССР (1987—1989); профессор (2007). 
В 1991—2000 годах архитектор компании NUMAS в Вильнюсе (руководитель проектов). С 2000 года директор NUMAS.
С 1985 года член Союза архитекторов Литвы. С 1995 года член Союза ландшафтных архитекторов Литвы. 

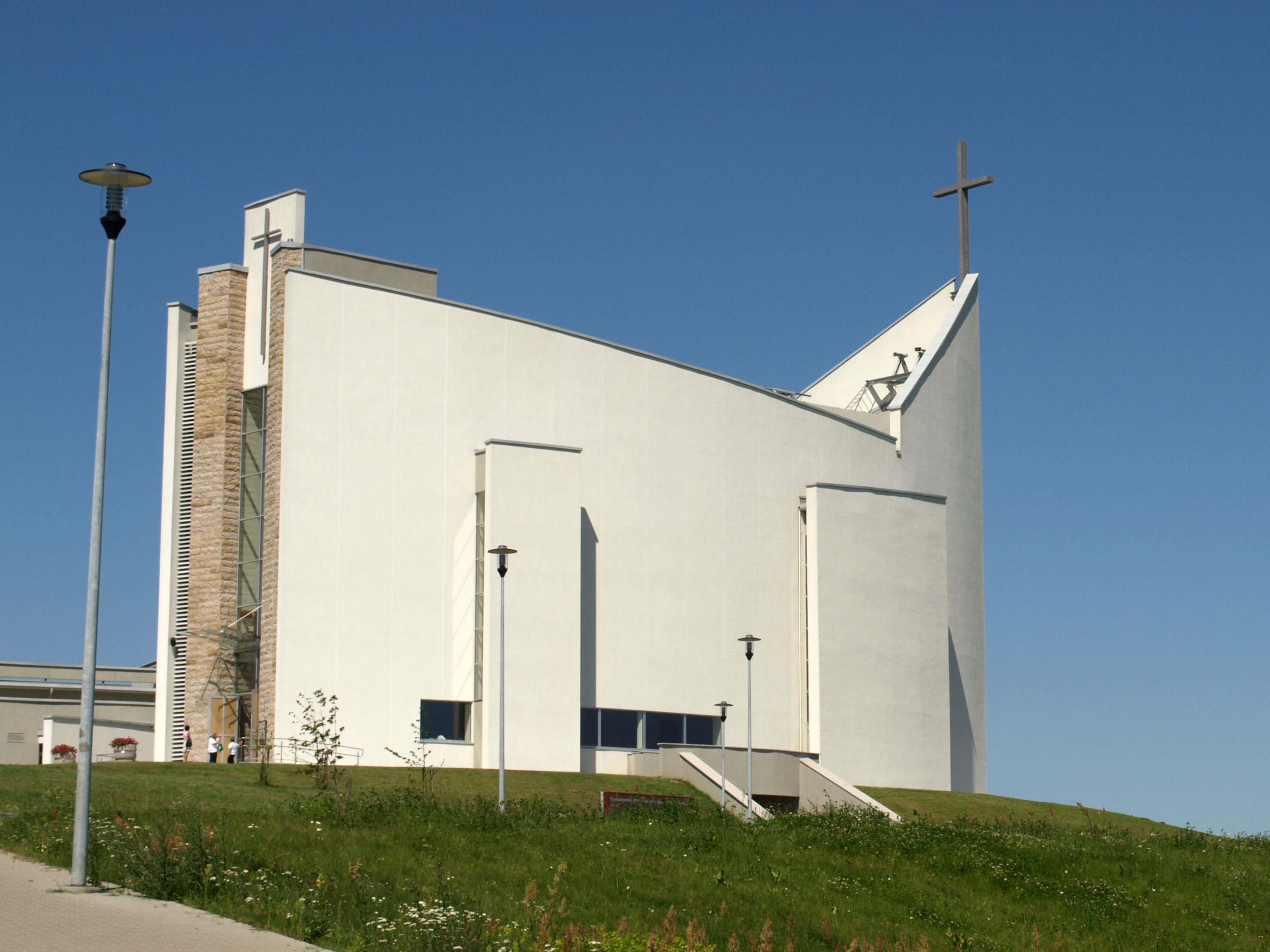
Костёл в Пабраде

## Проекты

«Аушра»

Важнейшие проекты реализованы в Вильнюсе:
- католическая духовная семинария Святого Иосифа на улице Калварию (совместно с архитектором Марюсом Шаляморасом; 1997),
- костёл и приходской дом в Пилайте (совместно с Марюсом Шаляморасом и Артурасом Бурбой; 2000),
- комплекс зала заседания Сейма Литовской Республики (совместно с Витаутасом Насвитисом, Артурасом Бурбой, Андрюсом Гудайтисом; 2007).
- реконструкция учебного корпуса Вильнюсской художественной академии (совместно с Марюсом Шаляморасом и Артурасом Бурбой; 2009).

Принимал участие в создании проекта восстановления Дворца правителей Литвы и благоустройства территории (2009). 
Помимо того, проектировал костёл и приходской дом в Пабраде (совместно с Марюсом Шаляморасом и Артурасом Бурбой; 2007).
Автор проектов памятников и мемориалов: 
- мемориал жертв свободы Литвы на Антокольском кладбище в Вильнюсе (совместно с архитектором Марюсом Шаляморасом и скульптором Станисловасом Кузмой; 1995),
- памятник «Аушре» и аушрининкам в Шяуляй (2003),
- памятник литовским воинам, павшим в 1920 году в боях с польскими легионерами в деревне Бержники, гмина Сейны (совместно с архитектором Римантасом Буйвидасом и скульптором Далюте Матулайте; 2005),
- мемориальный парк и колумбарий Тускулену в Вильнюсе (совместно с группой соавторов; 2004—2007),
- памятник Ягайле и Ядвиге в Будапеште (совместно с архитектором Римантасом Буйвидасом и скульптором Далюте Матулайте; 2013)[1].

Проектам Балькявичюса свойственны лаконичность, минимализм форм, строгий ритм геометрических плоскостей.